# Дийдра Маден
Дийдра Маден (на английски: Deirdre Madden) е североирландска университетска преподавателка и писателка на произведения в жанра социална драма и детска литература.

## Биография и творчество
Дийдра Маден е родена на 20 август 1960 г. в Туме (Тумбридж), графство Антрим, Северна Ирландия, в католическо семейство. Баща ѝ е търговец на пясък, майка ѝ е учителка. От малка чете много книги, но детството ѝ е помрачено от политическите размирици. Завършва средното си образование в гимназия „Сейнт Мери“ в Махърафелт. Следва английска филология в Тринити Колидж на Дъблинския университет, където получава бакалавърска степен с отличие през 1983 г. Още докато е студентка, първите ѝ разкази са публикувани във вестник The Irish Press. Това я стимулира да пише и следва творческо писане в Университета на Източна Англия, където получава магистърска степен с отличие през 1985 г. В университета нейни преподаватели са Малкълм Бредбъри и Анджела Картър.
След дипломирането си се връща в Дъблин, където се запознава и се омъжва през 1987 г. за поета Хари Клифтън. Заедно започват живот извън Ирландия, живеейки първо в Италия в продължение на три години, след това в Лондон, Швейцария и Германия и накрая в Париж. Опитът ѝ по света се отразява в творчеството ѝ в темите за за националната идентичност и миграцията.
Първият ѝ роман „Скрити симптоми“ е издаден през 1986 г. Действието му се развива в Белфаст през 1969 г., и изследва последиците от семейната и национална лоялност и враждебност чрез тримата основни герои: Тереза, студентка, травматизирана от смъртта на нейния брат близнак от ръцете на протестантски терористи; Кати, най-добрата ѝ приятелка; и Робърт, любовникът на Кати, журналист, който отхвърля както политиката, така и религията, и тримата имащи нужди внимателно скрити зад личната фасада. Романът получава наградата „Руни“ за ирландска литература и получава стипендия от Съвета по изкуствата на Северна Ирландия.
През 1988 г. е издаден романът ѝ „Птиците от невинната гора“, който е история за мрачния живот на едно семейство в ирландска ферма. Романът получава наградата „Съмърсет Моъм“ за млад автор.
В периода 1993 – 1994 г. е стипендиант в творческото студио във Вопсверде, в периода 1994 – 1995 г. тя е писател-резидент в Университетския колеж Корк към Националния университет на Ирландия в Корк, а през 1996 – 1997 г. е сътрудник по творческо писане в Тринити Колидж в Дъблин. От 2004 г. тя преподава творческо писане в магистърския курс в центъра „Оскар Уайлд“ на Тринити Колидж в Дъблин.
През 2002 г. е издаден романът ѝ „Автентичност“. В любовен триъгълник се сблъскват съдбите на трима герои: художникът Родерик Кенеди, завърнал се в Ирландия след неуспешен брак с италианка и отчуждение от трите му дъщери; художничката Джулия Фицпатрик, с която се запознава и поема по нов живот; и адвокатът на средна възраст Уилям Армстронг, когото Джулия среща. Романът е едновременно любовна история и проникновен анализ на смисъла и трудността да бъдеш творец и художник в съвременния свят.
В романа си „Рожденият ден на Моли Фокс“ от 2008 г. авторката продължава темата за изследването на професионалните призвания и човешката идентичност. Главната героиня е драматург, и за да довърши пиесата си е взела назаем къщата на приятелката си, актрисата Моли Фокс, докато тя има ангажимент в Ню Йорк. Там тя разсъждава върху живота си и този на двамата си двамата си приятели, Моли и историка на изкуството Андрю, като се пита защо Моли никога не празнува рождения си ден, какви са приятелствата и връзките им.
През 2013 г. е издаден романът ѝ „Настоящето и миналото време“. Във времето на икономически просперитет на Дъблин, главният герой Финтън Бъкли започва да желае времето да се забави или дори да спре за момент, започва да се занимава със старата цветна фотография и начина, по който тя може да изкриви или разкрие миналото. Сестра му също се заравя в спомени за миналото. Но докато членовете на семейството се отдават на спомените си, се налага да преосмислят миналото и решенията, довели ги в настоящето.
Тя е авторка и на три книги за деца, като книгата ѝ „Змийски лакти“ получава много похвали от критиците и наградата „Ейлис Дилън“ за изключителна първа книга за деца.
Дийдра Маден живее със семейството си в Дъблин.

## Произведения

### Самостоятелни романи
- Hidden Symptoms (1986) – награда „Руни“[1][2][3]
- The Birds of the Innocent Wood (1988) – награда „Съмърсет Моъм“
- Remembering Light and Stone (1992)
- Nothing Is Black (1994)
- One by One in the Darkness (1996) – награда „Кери“ за ирландски автор
- Authenticity (2002)
Автентичност, изд. ИК „Амат-АХ“ (2009), прев. Мирела Христова
- Thanks for Telling Me, Emily (2007)
- Molly Fox's Birthday (2008)
Рожденият ден на Моли Фокс, изд. ИК „Амат-АХ“ (2010), прев. Мирела Христова
- Time Present and Time Past (2013)
Настоящето и миналото време, изд. ИК „Амат-АХ“ (2014), прев. Мирела Христова

### Детска литература
- Thanks for Telling Me, Emily (2007)[2]

#### Поредица „Джаспър“ (Jasper)
1. Snake's Elbows (2005) – награда „Ейлис Дилън“[1][2]
2. Jasper and the Green Marvel (2012)